# Chor der Freude
Der Chor der Freude (arabisch جوقة الفرح, DMG Ǧawqat al-Faraḥ, auch Jawqat al Farah) ist ein Kirchenchor an der melkitischen Kirche Unserer Frau von Damaskus in der syrischen Hauptstadt Damaskus, der vom Pater Elias Zahlawi gegründet wurde. Mit 500 Chormitgliedern ist es der größte und gleichzeitig bekannteste Kirchenchor des Landes.

## Geschichte
Der Chor der Freude wurde im Jahre 1977, zwei Jahre nach der Fertigstellung der melkitischen Kirche Unserer Frau von Damaskus, durch den für Jugendarbeit und Kirchenmusik zuständigen Priester der Kirchengemeinde, Elias Zahlawi, mit 50 Kindern beiderlei Geschlechts gegründet. Seinen ersten Auftritt hatte der Chor bei einem Gottesdienst am 24. Dezember 1977 in der Kirche Unserer Frau von Damaskus. Der Chor erfreute sich immer größerer Beliebtheit und hatte starken Zulauf. Im Jahre 2010 hatte er bereits 500 Mitglieder im Alter von 7 bis 70 Jahren aus verschiedenen christlichen Kirchen unterschiedlicher Denominationen in Damaskus.
Mit der Zeit beschränkten sich die Auftritte des Chores nicht mehr auf Gottesdienste, sondern es wurde auch in Konzerthäusern gesungen, und der Chor erlangte große Aufmerksamkeit in den Medien Syriens. Aus dem Jahre 2009 wird berichtet, dass die Konzerte in der Adventszeit im Opernhaus Damaskus über mehrere Tage liefen und Konzertkarten rasch ausverkauft waren. Das Konzertprogramm bestand sowohl aus christlichen Advents- und Weihnachtsliedern als auch aus Winterliedern.
Der Chor hatte auch internationale Auftritte, so beispielsweise beim Arabesque Festival 2009 im John F. Kennedy Center for the Performing Arts in Washington, D.C. Auch nach 2011 organisierte Elias Zahlawi Konzertauftritte des Chors in Syrien und verschiedenen Ländern Europas. Weitere Auftritte in Syrien, die größere Aufmerksamkeit in den Medien des Landes erregten, waren unter anderen ein Konzert in Palmyra im Mai 2016 nach der Vertreibung des Daesch (IS) von dort sowie eine Vorstellung im Zentralgefängnis von Damaskus im November 2019.
Am 20. Dezember 2019 hatte der Chor in der Kirche Maria Königin des Friedens in Homs erstmals seit Beginn des Bürgerkrieges und der Rückeroberung der Stadt durch die Regierungstruppen einen Auftritt, bei dem gregorianische Choräle vorgetragen wurden. Neben Riad Moawad, inzwischen Leiter des „Chors der Freude“, war auch Chorgründer Elias Zahlawi anwesend.